# Simone Böhme
Simone Böhme Kristensen (Spentrup, 1991. augusztus 17. –) világbajnoki bronzérmes dán válogatott kézilabdázó, a Siófok KC jobbszélsője.

## Pályafutása

### Klubcsapatokban
Simone Böhme tizenhét éves korában mutatkozott be a dán élvonalban a Randers játékosaként. 2010-ben EHF-kupát, 2012-ben bajnoki címet nyert a csapattal. 2012 nyarától három szezont töltött a Silkeborg együttesénél, majd ezt követően a Viborg igazolta le.
2017 januárjában először állt légiósnak és a román CSM Bucureștiben folytatta pályafutását. Bajnok és kupagyőztes lett a csapattal, valamint a Bajnokok Ligájában a 3. helyet szerezték meg a bukarestiekkel. 2017 nyarán igazolt Magyarországra, a Siófok KC csapatához. A 2018–19-es szezon végén EHF-kupát nyert a Balaton-parti csapattal. Öt évet töltött Siófokon, ezt követően a török Kastamonu Belediyesi GSK játékosa lett, akikkel bajnoki címet szerzett első idényében.

### A válogatottban
A dán válogatottban 2014 novemberében lépett először pályára. Részt vett a 2017-es világbajnokságon, ahol a dánok a 6. helyen végeztek.

## Sikerei, díjai
- Dán bajnok: 2012
- Román bajnok: 2017
- Román Kupa-győztes: 2017
- EHF-kupa-győztes: 2010, 2019